# 411vm 1
411vm 1 je bila prva številka 411 video revije in je izšla julija 1993. Prvotno je izšla samo na videokaseti, ob izdaji jubilejne 50. številke pa so jo k njej priložili na DVDju.

## Vsebina številke in glasbena podlaga
Glasbena podlaga je navedena v oklepajih.
- Chaos (3 % fat - Causin chaos, Supreme love gods - Fire)
- Transitions (Sol - Can't stand the rain)
- Profiles Jeremy Wray (Gibb droll - Melting pot)
- Earwax Eric Sermon
- Libre Josh Swindell
- Wheels of fortune Aaron Bleasdale (Gas huffer - George washington), Paul Shapiro (Crash course - Prince of the city), Mike Hayes (Uncle! - Piano movers), Jesse Paez (Supreme love gods - Nothing), Rob Carlyon (Hemi - Dog tied again)
- Contests Bricktown street and vert, Sierra Tahoe (Shovelhead - Tired and afraid), Brooklyn Banks, Playground skatepark street and vert (Funky beatniks - Morning void)
- Industry The firm
- Metrospective London (Odd numbers - So many girls)
- Fine tuning Ray Barbee, Mirko Magnum
- Road trip Australia tour
- Schoolyards Chaffey, Carlsbad, Pioneer, Huntington, Lockwood (Hemi - Freeloader)